# طنبارة (الغربية)
طنبارة إحدى قرى مركز المحلة الكبرى التابع لمحافظة الغربية بجمهورية مصر العربية.

## التاريخ
قرية طنبارة من القرى القديمة، حيث وردت باسم «طنباره» في أعمال الغربية ضمن قرى الروك الصلاحي التي أحصاها ابن مماتي في كتاب قوانين الدواوين، كما وردت باسم «طمباره البكى» في أعمال الغربية ضمن قرى الروك الناصري التي أحصاها ابن الجيعان في كتاب «التحفة السنية بأسماء البلاد المصرية».
وردت باسم «طنباره» في التربيع العثماني الذي أجراه الوالي العثماني سليمان باشا الخادم في عصر السلطان العثماني سليمان القانوني ضمن قرى ولاية الغربية، وفي تاريخ 1228هـ/1813م الذي عدّ قرى مصر بعد المسح الذي قام به محمد علي باشا باسم «طنبارة» ضمن قرى مديرية الغربية. لما أنشئ مركز بيلا في سنة 1938 فصلت القرية عن مركز المحلة ضمت له، ثم عادت إلى مركز المحلة سنة 1943.

## التعليم
تصل نسبة الأمية في القرية إلى 49.01% بين من تجاوزوا العاشرة من عمرهم، بينما تصل نسبة من حصلوا على تعليم جامعي إلى 1.19% من جملة السكان.

## السكان
بلغ عدد سكان طنبارة 6528 نسمة حسب تقدير عام 2018.
| السنة  | 1882 | 1897 | 1907 | 1927 | 1947 | 1960 | 1976 | 1986 | 1996 | 2006  | 2018 |
| ------ | ---- | ---- | ---- | ---- | ---- | ---- | ---- | ---- | ---- | ----- | ---- |
| القرية | 748  | 2136 | 2326 | 2562 | 3699 | 5054 | 8052 | 3251 | 3990 | 4,662 | 6528 |

## الأعلام
- محمود مختار (1891 - 1934) نحات وصاحب تمثال نهضة مصر.[17]